# 潘予
潘予（1924年10月28日—2015年1月11日），出生于浙江杭州，中国电影表演艺术家。1998年凭借电影《安居》获得第4届中国电影华表奖优秀女演员。